# 두분
두분(DooBoon)은 대한민국의 힙합 그룹이다.

## 방송
- 내 생애 마지막 오디션 (2012)

## 음반
- Love In Memory OST Part.1 (2013)

## 공연
- M PACK SHOW VOL.6 - 윤미래 다이나믹듀오 (2012)
- M PACK SHOW VOL.7 - 양동근 포미닛 부가킹즈 (2012)
- M PACK SHOW VOL.8 - 장우혁 사이먼디 용감한녀석들 (2012)
- KOOZO SHOW VOL.1 (2013)
- 트리플 쇼 vol.1 (2013)
- 지 나이트 쇼 (2013)
- 정동하&Dooboon 콘서트 (2016)